# Hubert Bergant
Hubert Bergant (* 13. November 1934 in Kamnik; † 1999 in Nova Gorica) war ein jugoslawischer bzw. slowenischer Organist, Pianist und Hochschullehrer.
Hubert Bergant schloss 1959 das Klavierstudium an der Musikakademie Ljubljana ab. Im Jahr 1960 erwarb er sein Orgeldiplom. Als Musiker widmete er sich vor allem den Orgelwerken von Johann Sebastian Bach, dessen Gesamtwerk er in einer Reihe von Konzerten aufführte.
Bergant, der an der Musikakademie lehrte, war sehr lange der einzige Hochschulprofessor für Orgel in Slowenien. Er hat eine ganze Generation jüngerer Organisten ausgebildet (u. a. Ema Zapušek, Renata Bauer). Er hat bei der Planung der Walcker-Orgel im Dom zu Maribor und der großen Schuke-Orgel im Konzertsaal Ivan Cankar in Ljubljana mitgewirkt.